# قرار مجلس الأمن التابع للأمم المتحدة رقم 1929
قرار مجلس الأمن التابع للأمم المتحدة رقم 1929، المتخذ في 9 حزيران / يونيو 2010، بعد التذكير بالقرارات 1696 (2006) و1737 (2006) و1747 (2007) و1803 (2008) و1835 (2008) و1887 (2009) بشأن إيران وعدم الانتشار، أشار المجلس إلى أن إيران فشلت في الامتثال لقرارات مجلس الأمن السابقة المتعلقة ببرنامجها النووي وفرض مزيدًا من العقوبات على البلاد.
القرار، الذي فرض جولة رابعة من العقوبات ضد إيران بسبب برنامجها النووي،  اعتمد من قبل اثني عشر صوتا لصالح القرار، وأثنان ضد من البرازيل وتركيا، مع واحد ممتنع من لبنان.

## القرار

### أعمال
وبموجب المادة 41 من الفصل السابع من ميثاق الأمم المتحدة، قرر المجلس أن الحكومة الإيرانية لم تفي بعد بمتطلبات قرارات مجلس الأمن السابقة ومتطلبات الوكالة الدولية للطاقة الذرية. وأكد على ضرورة أن تتعاون إيران على الفور مع الوكالة الدولية للطاقة الذرية بشأن جميع القضايا العالقة، لا سيما فيما يتعلق بالنشاط في قم، وتوضيحات بشأن الاستخدام العسكري المحتمل للبرنامج النووي، والسماح بالوصول غير المقيد إلى جميع المواقع والأشخاص والمعدات والوثائق التي تطلبها الوكالة الدولية للطاقة الذرية. كما قرر المجلس أن تمتثل إيران لاتفاق الضمانات مع الوكالة الدولية للطاقة الذرية، وألا تقوم بأي عمليات إعادة معالجة أخرى، أو أنشطة متعلقة بالماء الثقيل أو تخصيبه، أو أن تكتسب مصالح تجارية في دول أخرى تنطوي على تعدين اليورانيوم أو استخدام المواد والتكنولوجيا النووية.
تضمنت أحكام القرار:
- يُحظر على إيران الاستثمار في الأنشطة النووية الحساسة في الخارج، مثل تخصيب اليورانيوم وأنشطة إعادة المعالجة، حيث يمكنها الحصول على التكنولوجيا والمعرفة النووية، فضلاً عن الأنشطة المتعلقة بالصواريخ الباليستية القادرة على إيصال أسلحة نووية. ينطبق الحظر أيضًا على الاستثمار في تعدين اليورانيوم.
- يُحظر على الدول بيع أو نقل بأي شكل من الأشكال إلى إيران ثماني فئات واسعة من الأسلحة الثقيلة (دبابات القتال والمركبات القتالية المدرعة وأنظمة المدفعية ذات العيار الكبير والطائرات المقاتلة والمروحيات الهجومية والسفن الحربية والصواريخ وأنظمة الصواريخ). وبالمثل، يُحظر على الدول تقديم مساعدة تقنية أو مالية لمثل هذه الأنظمة أو قطع الغيار. كما يتعين على الدول توخي اليقظة وضبط النفس في إمداد إيران بأي أسلحة أخرى أو عتاد ذي صلة.
- يحظر على إيران القيام بأي نشاط يتعلق بالصواريخ الباليستية القادرة على حمل أسلحة نووية، ويتعين على الدول اتخاذ جميع التدابير اللازمة لمنع نقل التكنولوجيا أو المساعدة التقنية ذات الصلة.
- يُحدِّث القرار ويضيف إلى قائمة البنود الفنية المتعلقة بالانتشار النووي والصاروخي المحظور نقلها من وإلى إيران.
- تخضع إيران لنظام جديد لتفتيش البضائع المشبوهة لكشف التهريب الإيراني ووقفه. يجب على الدول تفتيش أي سفينة على أراضيها يشتبه في أنها تحمل شحنات محظورة، بما في ذلك الأسلحة التقليدية المحظورة أو المواد النووية أو الصواريخ. ومن المتوقع أيضا أن تتعاون الدول في عمليات التفتيش هذه في أعالي البحار.
- وبمجرد العثور على الأصناف المحظورة، تصبح الدول الآن ملزمة بمصادرة تلك الأصناف والتخلص منها.
- يتعين على الدول عدم تقديم خدمات الدعم الحيوية (مثل الوقود والمياه) للسفن التي يشتبه في أنها تحمل بضائع محظورة.
- يجب على الدول أن تطلب من رعاياها توخي اليقظة بشأن إريسل جروب، وهي منتهكة معروفة للعقوبات. سيتم تجميد أصول ثلاث شركات مرتبطة بإريسل. يُطلب من الدول الإبلاغ عن أي معلومات عن أنشطة تقوم بها إريسل وقسم الشحن الجوي الإيراني للتهرب من العقوبات، بما في ذلك إعادة تسمية السفن.
- الدول مدعوة لمنع أي خدمة مالية - بما في ذلك التأمين أو إعادة التأمين - وتجميد أي أصول يمكن أن تسهم في انتشار إيران. ستساعد هذه اللغة الواسعة الدول على اتخاذ إجراءات عندما يشتبه في وجود صلات مالية بالأنشطة النووية الإيرانية المحظورة.
- يتعين على الدول التأكد من توخي مواطنيها اليقظة عند التعامل مع أي شركة إيرانية، بما في ذلك الحرس الثوري الإيراني وإريسل جروب، للتأكد من أن مثل هذه الأعمال لا تسهم في انتشار إيران.
- الدول مدعوة إلى حظر علاقات مصرفية جديدة مع إيران على أراضيها، بما في ذلك فتح أي فروع جديدة للبنوك الإيرانية، والمشاريع المشتركة وعلاقات البنوك المراسلة، إذا كان هناك ارتباط مشتبه به بالانتشار. كما يتعين على الدول أن تمنع مؤسساتها المالية من فتح فروع لها في إيران إذا كان هناك ارتباط مشتبه به بالانتشار النووي.
- يسلط القرار الضوء على دور الحرس الثوري الإيراني في الانتشار ويتطلب من الدول أن تفوض الشركات بممارسة اليقظة في جميع المعاملات التي تشمل الحرس الثوري الإيراني. سيتم تجميد أصول خمس عشرة شركة مرتبطة بالحرس الثوري الإيراني مرتبطة بالانتشار النووي.
- ستخضع أربعون شركة إيرانية وفرد واحد لتجميد الأصول. كما سيخضع الفرد - رئيس برنامج أبحاث نووي بالغ الأهمية - لحظر سفر. خمسة وثلاثون شخصًا إضافيًا كانوا يخضعون في السابق لـ «يقظة السفر» سيخضعون الآن لحظر سفر.
- وسيتم تشكيل «فريق خبراء» تابع للأمم المتحدة لمراقبة تنفيذ الدول للعقوبات، والإبلاغ عن انتهاكات العقوبات والتوصية بسبل تحسين التطبيق باستمرار.

طوال فترة فرض التدابير المذكورة أعلاه، تم إجراء استثناءات للأغراض الإنسانية والأنشطة الاقتصادية القانونية.
واستنكر مجلس الأمن نقل إيران أسلحة إلى دول أخرى في انتهاك للقرار 1747 ووجه اللجنة بالرد على الانتهاكات وتعزيز تنفيذ القرارات السابقة. طُلب من الأمين العام بان كي مون تشكيل لجنة تتألف من ثمانية خبراء كحد أقصى لفترة أولية مدتها عام واحد لمساعدة اللجنة في ولايتها؛ فحص المعلومات المقدمة من البلدان، لا سيما فيما يتعلق بحالات عدم الامتثال؛ تقديم توصيات إلى المجلس وتقديم تقرير عن النتائج والتوصيات.
ويتعين على جميع الدول أن تبلغ اللجنة في غضون 60 يومًا بالإجراءات التي اتخذتها لتنفيذ أحكام القرار الحالي. وشدد المجلس على الجهود الدبلوماسية التي تبذلها دول الخمسة زائد واحد (الصين وفرنسا وألمانيا وروسيا والمملكة المتحدة والولايات المتحدة) لحل القضية النووية وشجع على بذل المزيد من الجهود. وأثنى على المدير العام للوكالة الدولية للطاقة الذرية يوكيا أمانو على مشروع اتفاقية بين فرنسا وإيران وروسيا وطلب تقريرًا في غضون 90 يومًا حول ما إذا كانت إيران قد بدأت التعاون مع الوكالة الدولية للطاقة الذرية وعلقت الأنشطة المذكورة في القرار 1737. واستنادا إلى التقرير، سيستعرض المجلس نظام الجزاءات وسيرفع الأحكام إذا تم الإبلاغ عن الامتثال أو ينظر في اتخاذ مزيد من التدابير في ضوء عدم الامتثال لقرارات مجلس الأمن.

## التصويت
وتم تبني القرار بعد حصوله على 12 صوتا مقابل صوتين ضد (البرازيل وتركيا) وامتناع واحد (لبنان).

## ردور الفعل

### إيران
ووصف الرئيس الإيراني محمود أحمدي نجاد القرار الجديد بأنه «منديل مستعمل يجب إلقاؤه في سلة المهملات». كما حذر من أن بلاده ستنهي المفاوضات بشأن برنامجها النووي إذا تم تبني القرار.
في مقابلة عبر البريد الإلكتروني مع صحيفة الجارديان البريطانية، قال السياسي الإصلاحي الإيراني مهدي كروبي إن هذه العقوبات ستقوي نظام أحمدي نجاد من خلال تقديم «ذريعة للحكومة الإيرانية لقمع المعارضة».

### تركيا والبرازيل
وانتقدت البرازيل وتركيا العقوبات قائلة إنها قد تقوض المزيد من الجهود الدبلوماسية. حاولت البرازيل وتركيا التوسط في النزاع، واختتمت المفاوضات مع إيران التي أدت إلى إعلان طهران، ولكن لم يتم قبولها من قبل مجموعة 5 + 1.

## الانتهاكات
في 10 أو11 أكتوبر 2015، اختبرت إيران صاروخًا قالت الولايات المتحدة إنه «قادر بطبيعته» على حمل رأس نووي.

## نهاية
تم إنهاء أحكام القرار 1929 بموجب قرار مجلس الأمن التابع للأمم المتحدة رقم 2231 الذي يسري اعتبارًا من يوم تنفيذ خطة العمل الشاملة المشتركة، 16 يناير 2016.